# كيكاتا
كيكاتا (بالجرينلاندية: Qeqqata Kommunia) هي مقاطعة جديدة تقع في غرب جرينلاند، أسست في 1 يناير 2009 وهي تتألف من اتحاد مقاطعتين سابقتين هما مانيتسوك وسيزيميوت إلى جانب منطقة غير مسجلة مسبقا وهي كانجرلوسواك. تبلغ مساحة المقاطعة حوالي 115.500 كيلومتر2 ويبلغ عدد سكانها 9,627 (حسب إحصائية يناير 2008). المركز الإداري للمقاطعة هي مدينة سيسيميوت.

موقع كيكاتا

## جغرافيا
تعتبر كيكاتا ثاني أصغر مقاطعة في جرينلاند من حيث المساحة وهي تقع في الجنوب الغربي ويحدها من الغرب المحيط الأطلنطي ومن الشرق والجنوب مقاطعة سيرمرسوك ومن الشمال مقاطعة كاسويتسوب.

### التقسيمات الإدارية
تقسم البلدية لمنطقتين:
- سيسيميوت
- مانيتسوك

## المدن
- أتاميك
- إيتيليك
- كانجاميوت
- كانجرلوسواك (سوندي ستورمفود)
- مانيتسوك (Sukkertoppen)
- ناباسوك
- سارفانجيوت
- سيزيميوت (هولستانسبورغ)

## وصلات خارجية
- الموقع الرسمي للمقاطعة